# Breitengüßbacher Forst

Lage des gemeindefreien Gebiets Breitengüßbacher Forst im Landkreis Lichtenfels

Der Breitengüßbacher Forst ist ein 2,40 km² großes gemeindefreies Gebiet und eine Gemarkung im oberfränkischen Landkreis Lichtenfels.

## Geographie
Der Staatsforst liegt zwischen Ebensfeld und Rattelsdorf und besteht aus zwei Teilflächen.